# کاکایی شاه‌ماهی‌خوار اروپایی

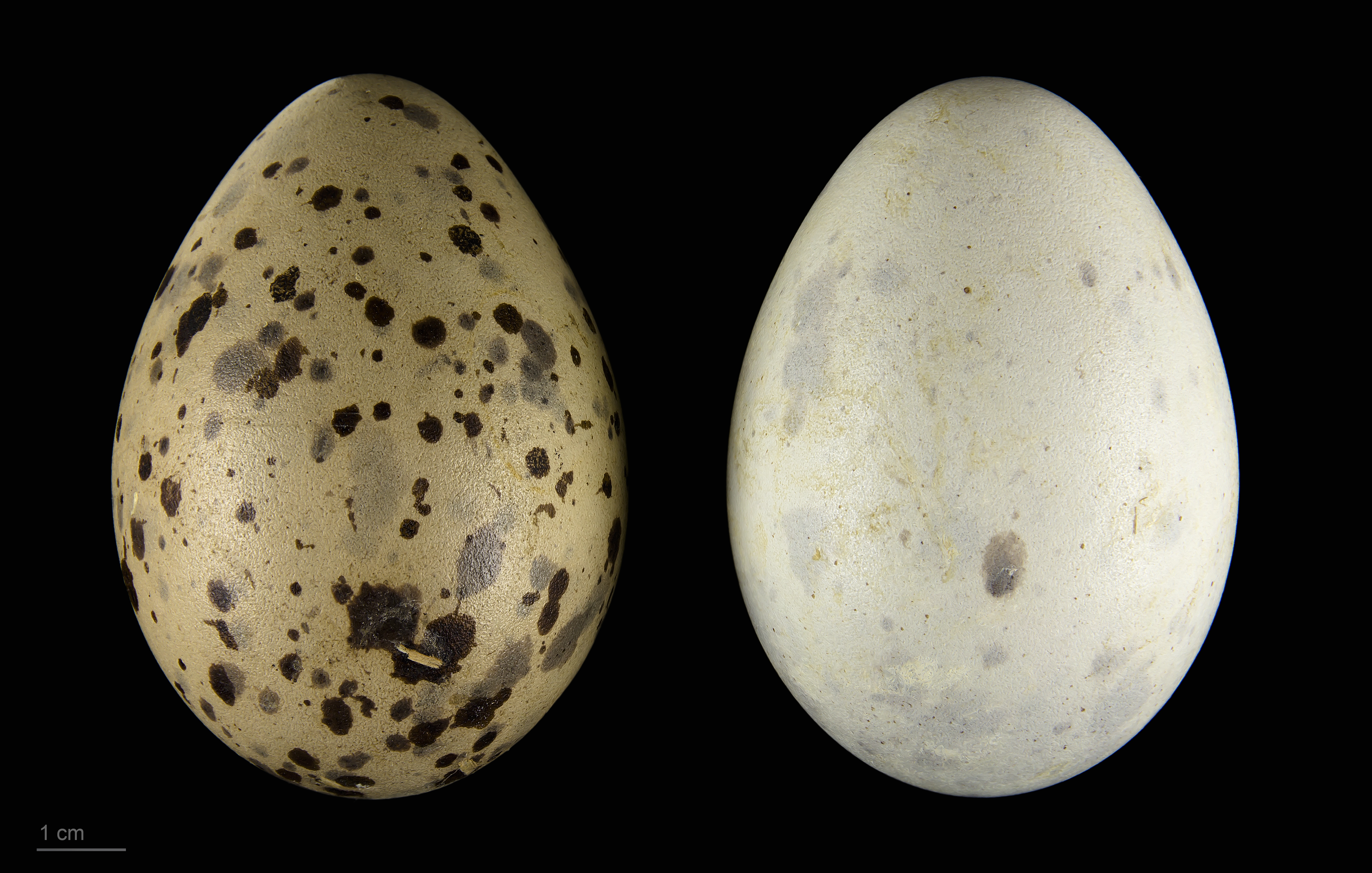
Larus argentatus argenteus

کاکایی شاه‌ماهی‌خوار اروپایی (Larus argentatus) نام یک گونه از سرده کاکایی است.